# Пороня (герб)
Пороня (пол. Poronia) – шляхетський герб, на думку частини геральдистів, різновид герба Гоздава.

## Опис герба
Опис згідно з класичними правилами блазонування:
В червоному полі срібна гоздава між двома такими ж трояндами в пояс. 
Клейнод: три пера страуса.

## Найбільш ранні згадки
Герб відомий в середньовіччі, зник у XVI столітті.

## Гербовий рід
Тадеуш Гайль називає 14 прізвищ:
Bączalski, Gurowski, Jasieński, Mucha, Mucharski, Olearski, Pampowski, Pempowski, Pępowski, Poroski, Strzyżowski, Szumski, Światłowski, Żyłaj.